# Canistro
Canistro és un municipi italià, situat a la regió dels Abruços i a la província de L'Aquila. L'any 2005 tenia 1.050 habitants.